# Jumpman (singolo)
Jumpman è un singolo di Drake e Future, pubblicato il 10 novembre 2015 come un singolo dal loro mixtape collaborativo What a Time to Be Alive.

## Classifiche

### Classifiche settimanali
| Classifica (2015-16) | Posizione massima |
| -------------------- | ----------------- |
| Australia            | 47                |
| Belgio (Fiandre)     | 40                |
| Canada               | 44                |
| France               | 90                |
| Irlanda              | 77                |
| Paesi Bassi          | 74                |
| Svizzera             | 75                |
| Regno Unito          | 58                |
| Stati Uniti          | 12                |

### Classifica di fine anno
| Classifica (2016) | Posizione |
| ----------------- | --------- |
| Stati Uniti       | 37        |